# Albert Speer
Pour les articles homonymes, voir Albert Speer (homonymie) et Speer.
Albert Speer né le 19 mars 1905 à Mannheim (Empire allemand) et mort le 1er septembre 1981 à Londres (Royaume-Uni), est un architecte et haut responsable politique allemand, ministre du Troisième Reich et proche d’Adolf Hitler. 
Speer rejoint le parti nazi en 1931 et entame une carrière politique et gouvernementale qui va durer quatorze ans. Ses qualités d'architecte le rendent influent dans le parti et il devient un proche d’Hitler. Ce dernier lui demande de concevoir et de réaliser plusieurs structures dont la nouvelle chancellerie du Reich et le champ Zeppelin (Zeppelinfeld) de Nuremberg, où se tenaient les rassemblements du parti. Speer prépare également des plans pour construire un nouveau Berlin avec d'immenses bâtiments, de larges avenues et un nouveau réseau de transport.
En 1942, il succède à Fritz Todt, mort accidentellement, au poste de ministre de l'Armement et des Munitions. En 1943, ses attributions évoluent légèrement et il devient ministre de la Défense et de la Production de guerre. Speer parvient à accroître la production malgré les intenses bombardements alliés.
Après la mort d’Hitler, il est brièvement membre du gouvernement de Flensbourg jusqu'au 23 mai 1945, date de son arrestation. Il fait partie des dignitaires nazis jugés à Nuremberg en 1946 mais il échappe à la peine de mort. Il n’est condamné qu’à vingt ans de prison pour son rôle dans l'administration nazie et l'emploi de main-d’œuvre concentrationnaire. Son niveau d'implication dans la persécution des Juifs et l'étendue de sa connaissance de la Shoah ne sont cependant pas à sous-estimer. Il purge la totalité de sa peine, essentiellement à la prison de Spandau à Berlin-Ouest.
Après sa libération en 1966, Speer publie deux autobiographies traduites en quatorze langues qui connaissent un très grand succès, Au cœur du Troisième Reich et Journal de Spandau, dans lesquelles il détaille sa relation étroite avec Hitler et le fonctionnement du régime nazi. Il meurt d'une crise cardiaque en 1981 alors qu'il est en déplacement à Londres.

## Biographie

### Jeunesse
Berthold Konrad Hermann Albert Speer naît le 19 mars 1905, au 19 de la rue Prinz-Wilhelm (aujourd'hui rue Stresemann) à Mannheim (alors dans le grand-duché de Bade, aujourd'hui dans le Bade-Wurtemberg) dans une famille aisée et riche (la seule famille de la ville à posséder deux voitures, une décapotable pour l'été et une berline pour l'hiver), benjamin (entre Hermann, l'aîné, et Ernst, le cadet) des trois fils d'Albert Friedrich Speer (en) et de Luise Speer, née Hommel, seize ans de moins que son mari.
Le personnel de maison était composé d'un chauffeur en livrée, d'une gouvernante, d'une cuisinière, de trois servantes en tenue, et d'un domestique en livrée violette (dont les boutons dorés portaient de fausses armoiries). Le jeune Albert était sujet à des vertiges et à des évanouissements. À l'interdiction de se mêler aux enfants des classes populaires dans les parcs, s'ajoutait celle d'emprunter l'entrée principale de la maison pour la porte de derrière et l'escalier de service.
Albert Speer commence sa scolarité dans une école primaire privée, dispensant un enseignement pour les notables de la ville, mais, prise sous les bombardements à l'été 1918, la famille doit s'installer de façon permanente dans sa résidence d'été à Heidelberg. Selon Henry T. King, procureur à Nuremberg qui écrira un ouvrage sur Speer, « l'amour et l'affection manquaient dans le foyer du jeune Speer ». À 17 ans, il rencontre sur le chemin de l'école une jeune fille d'un an sa cadette, Margarete Weber dite Gretel, fille d'un ébéniste réputé et prospère, aussi conseiller municipal, qui tente d'éloigner sa fille, en l'envoyant en pension, mais la poursuite du lien sous forme épistolaire finit par la décider à l'épouser à la fin de ses études. Côté sport, Albert, 14 ans, s'inscrit à un club d'aviron, dont il aime l'esprit d'équipe (mais sans son aspect social), adorant aussi le ski, l'alpinisme et la randonnée. Il rejoint l'équipe de rugby de son école de Heidelberg, une activité rare en Allemagne.
Speer veut devenir mathématicien, mais son père dit que s'il choisissait cette voie, il « mènerait une vie sans argent, sans influence et sans futur ». Speer suit donc les pas de son père et de son grand-père, et il étudie l'architecture.
Il commence ses études d'architecture à l'Institut de technologie de Karlsruhe, car l'hyperinflation de 1923 empêche ses parents de l'inscrire à une université plus prestigieuse. En 1924, lorsque la crise s'apaise, il entre à l'université technique de Munich « bien plus réputée ». En 1925, il s'inscrit à l'université technique de Berlin, où il étudie sous la direction d'Heinrich Tessenow que Speer admire. Après avoir passé ses examens en 1927, il devient l'assistant de Tessenow, un honneur pour un jeune homme de 22 ans. À ce poste, Speer remplace parfois Tessenow lors des cours et il poursuit ses études universitaires. À Munich, puis à Berlin, Speer se lie à un autre étudiant de Tessenow, Rudolf Wolters, une amitié étroite qui durera plus de 50 ans .
Au milieu de l'année 1922, Speer courtise Margarete Weber (1905-1987). Cette relation est mal vue par la mère de Speer, qui considère que les Weber sont socialement inférieurs (le père de Weber est un artisan prospère qui emploie 50 ouvriers). Malgré cette opposition, les deux se marient à Berlin le 28 août 1928, mais Margarete devra attendre sept ans avant d'être invitée chez sa belle-famille.

### Ascension dans le Parti (1930-1934)

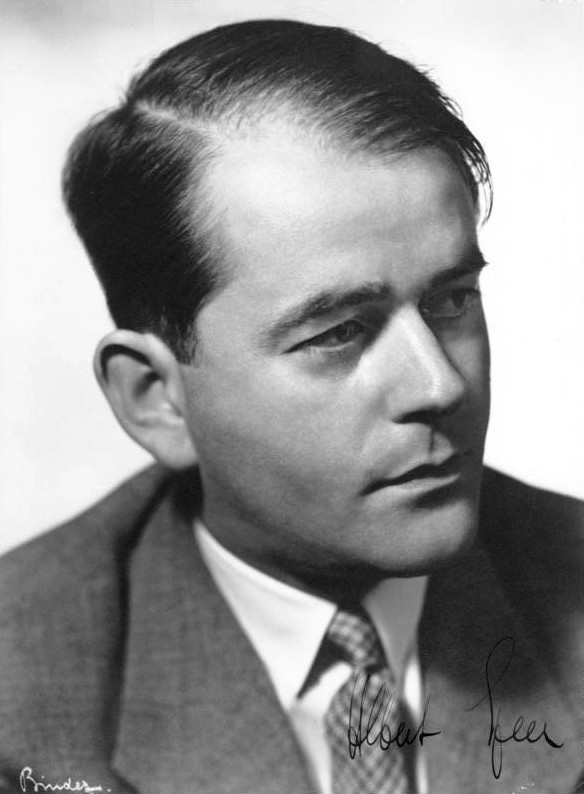
Speer en 1933.

Albert Speer affirme qu'il était un jeune homme peu politisé lorsqu'il assista à un défilé nazi à Berlin en décembre 1930 à l'invitation de certains de ses étudiants. Lors du discours de Hitler à l'Université technique, il est surpris de le voir porter un élégant costume bleu, plutôt que l'uniforme brun représenté sur les affiches du Parti nazi. Il est subjugué, non seulement par les propositions de Hitler, mais également et surtout, raconte-t-il, par l'homme. Plusieurs semaines plus tard, il assiste à un autre défilé présidé par Joseph Goebbels. Speer déclare avoir été décontenancé par la manière dont Goebbels haranguait la foule, mais, malgré ce malaise, il n'oublie pas la bonne impression qu'il a eue d'Hitler.
Dès le 1er mars 1931, il rejoint le Parti nazi et devient le membre no 474481,.
La première fonction de Speer au sein du Parti est la direction de l'organe de transport automobile du Parti pour la banlieue berlinoise de Wannsee ; il est le seul nazi de la ville possédant une voiture. Speer dépend du chef du Parti pour l'ouest de Berlin, Karl Hanke, qui l'engage pour redécorer, gratuitement, la villa qu'il vient d'acquérir. Hanke est enthousiasmé par le résultat.
En 1931, Speer quitte son poste d'assistant de Tessenow, du fait des baisses de salaires et déménage à Mannheim, dans l'espoir d'obtenir du travail auprès des relations de son père. Le résultat est décevant et son père lui confie la gestion des propriétés de son frère aîné. En juillet 1932, Speer visite Berlin pour aider le Parti à la veille des élections au Reichstag. Alors qu'il se trouve sur place, Hanke recommande le jeune architecte à Goebbels, pour participer à la rénovation du quartier-général du Parti à Berlin. Speer, qui se prépare à partir en vacance en Prusse-Orientale avec sa femme, accepte l'offre. À la fin des travaux, Speer retourne à Mannheim, où il reste jusqu'à ce que Hitler devienne chancelier en janvier 1933,.
Après la prise de pouvoir des nazis, Hanke rappelle Speer à Berlin. Goebbels, le nouveau ministre de la propagande, le charge de rénover le bâtiment de son ministère sur la Wilhelmplatz. Speer conçoit également la préparation du 1er mai à Berlin. Dans Au cœur du Troisième Reich, il écrit que, voyant la proposition initiale du défilé de Berlin sur le bureau de Hanke, il fait remarquer que le site ressemblerait à une fête de tir, le rassemblement d'un club de tir. Hanke, devenu l'assistant de Goebbels, le met au défi de créer un meilleur projet. Comme Speer l'apprend plus tard, Hitler est ravi du concept de Speer (qui employait d'immenses bannières) même si Goebbels en récolte les lauriers. Tessenow est cependant dédaigneux : « Vous pensez avoir créé quelque chose ? C'est tape-à-l'œil, voilà tout ».
Les organisateurs du congrès de Nuremberg de 1933 demandent à Speer de proposer des idées pour le rassemblement, ce qui le met en contact avec Hitler pour la première fois. Ni les organisateurs, ni Rudolf Hess ne souhaitent se décider sur les plans, alors Hess envoie Speer à l'appartement munichois d’Hitler pour obtenir son approbation. Lorsque Speer entre, le nouveau chancelier est en train de nettoyer un pistolet qu'il pose brièvement, le temps de jeter un coup d'œil rapide aux plans qu'il approuve sans même regarder le jeune architecte. Ce travail vaut à Speer son premier poste national en tant que « délégué pour la présentation artistique et technique des rassemblements et des défilés du Parti ».
La fonction suivante de Speer est de servir d'assistant à Paul Troost qui rénove la Chancellerie. En tant que chancelier, Hitler est informé chaque jour de l'avancée des travaux par Speer et par le responsable du bâtiment. Après l'une de ces réunions, Hitler invite Speer à déjeuner à la grande joie de ce dernier. Hitler manifeste un grand intérêt pour Speer durant le repas, il lui dit plus tard qu'il cherche un jeune architecte, capable de réaliser ses rêves architecturaux pour la nouvelle Allemagne. Speer entre rapidement dans le cercle rapproché d’Hitler. Souvent invité à dîner, il s'entretient fréquemment avec lui sur des sujets architecturaux ou sur d'autres domaines.
Les deux hommes se trouvent de nombreux points communs : Hitler parle de Speer comme d'un « esprit apparenté » pour lequel il nourrit  « les sentiments humains les plus chaleureux ». Le jeune architecte ambitieux est ébloui par son ascension rapide et par sa proximité avec Hitler qui lui garantit de nombreux projets émanant du gouvernement ou des plus hauts responsables du Parti. Speer témoigne à Nuremberg : « J'ai appartenu à un cercle composé d'autres artistes et de son cabinet personnel. Si Hitler avait eu quelque ami que ce soit, j'aurais certainement été l'un de ses amis les plus proches ».

### Premier architecte du Troisième Reich (1934-1939)

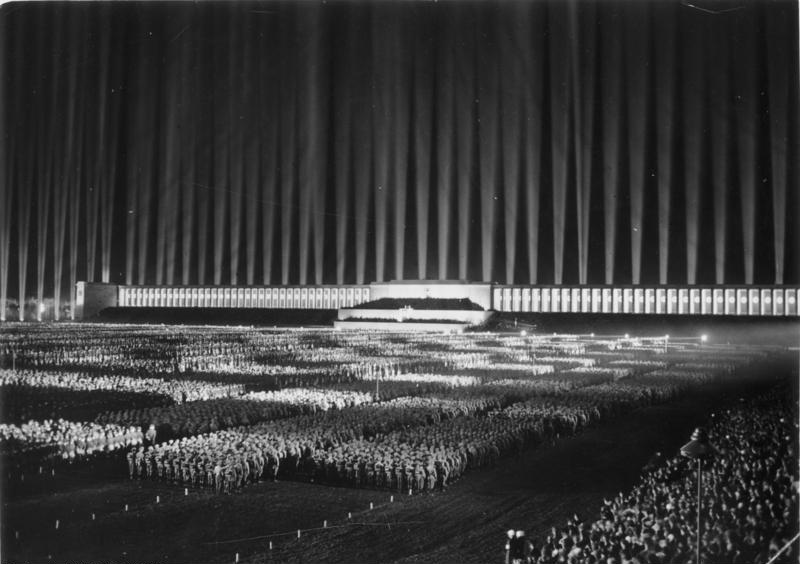
La « cathédrale de lumière » au-dessus de la Zeppelintribune.

Lorsque Troost meurt le 21 janvier 1934, Speer le remplace en tant qu'architecte en chef du Parti. Hitler nomme Speer à la tête du Bureau central de la construction, sous la supervision nominale de Hess.
L'un des premiers contrats de Speer, après la mort de Troost est le stade du Zeppelinfeld de Nuremberg, le Reichsparteitagsgelände, champ de parade immortalisé dans le film Le Triomphe de la volonté de Leni Riefenstahl. Cette immense structure peut accueillir 340 000 personnes. Le dessin de la tribune reprend celui du grand autel de Pergame, mais à une échelle gigantesque.
Speer insiste pour que le plus grand nombre possible d'événements se déroule de nuit afin de renforcer l'importance des jeux de lumière. Speer entoure le site de 130 projecteurs antiaériens pour créer une « cathédrale de lumière », ou comme cela a été décrit par l'ambassadeur britannique, Nevile Henderson, une « cathédrale de glace ». Speer la décrira comme sa plus belle réalisation et la seule ayant passé l'épreuve du temps.
Nuremberg doit être le site de nombreux autres bâtiments officiels nazis, dont la plupart ne seront jamais construits, comme le Deutsches Stadion, pouvant accueillir 400 000 spectateurs. Tout en planifiant ces structures, Speer théorise le concept de « valeur des ruines ». Selon ce raisonnement, soutenu avec enthousiasme par Hitler, tous les nouveaux bâtiments doivent pouvoir laisser de belles ruines mille ans après leur construction. De tels vestiges seraient le témoignage de la grandeur du Troisième Reich tout comme celles de la Grèce antique et de la Rome antique sont des symboles de la puissance de ces civilisations.

Speer est rapidement témoin des actions brutales du régime nazi. Peu après la consolidation de son pouvoir lors de la Nuit des Longs Couteaux le 30 juin 1934 (que Speer euphémise dans son autobiographie sous le terme de « putsch de Röhm », même s'il évoque bien l'« assassinat de Röhm », le leader des SA), Hitler ordonne à Speer d'emmener des ouvriers dans le bâtiment abritant les bureaux du vice-chancelier Franz von Papen pour le transformer en un quartier-général de la sécurité. Alors que les bureaux sont toujours occupés par les fonctionnaires de von Papen, Speer et ses hommes entrent dans le bâtiment et trouvent une flaque de sang, vestige de l'assassinat récent de Herbert von Bose, assistant de von Papen et contributeur au discours de Marbourg. Speer racontera que la vue de ce sang n'a pas d'autre effet sur lui que de le pousser à quitter la pièce.
Comme Hitler considère que les plans du stade olympique de Berlin en vue des Jeux olympiques d'été de 1936 proposés par Werner March sont trop modernes, Speer modifie le dessin, en ajoutant une façade de pierre.

Il conçoit le pavillon allemand faisant face à celui de l'Union soviétique pour l'Exposition universelle de 1937 à Paris.
Apprenant, presque par hasard, que le bâtiment soviétique inclut deux statues colossales semblant sur le point de submerger le pavillon allemand, Speer modifie son dessin en incluant une imposante masse cubique surmontée d'un aigle, surplombant les personnages soviétiques et devant stopper leur avancée. Les deux pavillons sont récompensés pour leur esthétique. Speer reçoit également, des mains du chef des Jeunesses hitlériennes et futur compagnon de cellule à Spandau, Baldur von Schirach, la médaille d’honneur avec feuilles de chêne des Jeunesses hitlériennes.
En 1937, Hitler nomme Speer au poste d'« Inspecteur général de la construction pour la capitale du Reich (de) avec le rang de sous-secrétaire d'état dans le gouvernement. La fonction lui donne une très forte influence sur le gouvernement de la ville de Berlin et il ne dépend que de Hitler. Cela fait également de lui un membre du Reichstag, même si ce dernier n'a plus vraiment de pouvoirs. Hitler ordonne à Speer de réaliser des plans pour construire un nouveau Berlin, rebaptisé Germania. Ces plans sont centrés sur un long boulevard de 5 km orienté du nord au sud que Speer dénomme la Prachtstrasse (« Avenue de la Splendeur ») ou « Axe nord-sud ». Au nord de l'avenue, Speer envisage de construire la Volkshalle, un immense espace de 100 000 m2, conçu pour les rassemblements du NSDAP, surmonté d'un dôme de 290 m de haut et suffisamment vaste pour accueillir 180 000 personnes. L'extrémité sud de l'avenue serait marquée par un arc de triomphe de 117 m de haut dont l'ouverture pourrait abriter l’Arc de triomphe de Paris, qui lui a servi de modèle. Une partie des terrains nécessaires à la réalisation de la Grande Avenue devra être obtenue en détruisant certaines gares et en redessinant le réseau de transport ferroviaire. Le déclenchement de la Seconde Guerre mondiale en 1939 entraîne l'ajournement du projet et finalement son abandon. Speer engage Wolters dans son équipe et lui confie la responsabilité de la Prachtstrasse. Son père, en voyant la maquette de ce nouveau Berlin, lui aurait dit : « tu es devenu complètement fou ».

#### La nouvelle Chancellerie

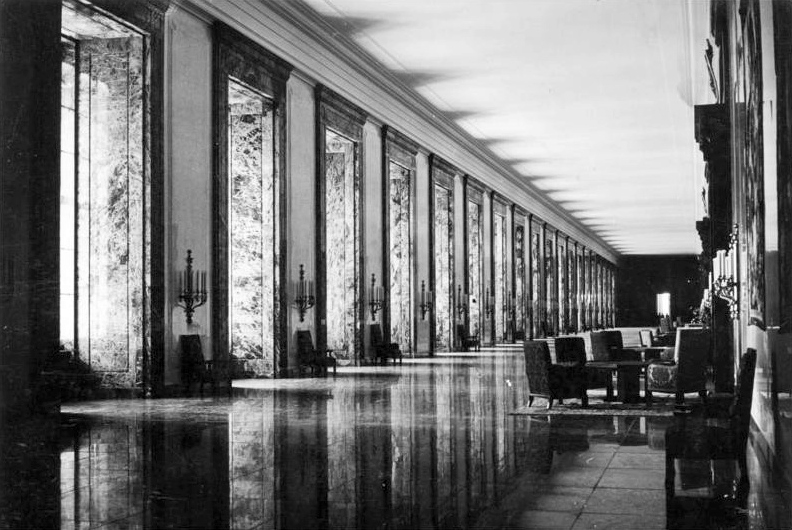
Galerie des marbres de la nouvelle chancellerie du Reich.

En janvier 1938, Hitler demande à Speer de construire une nouvelle Chancellerie, sur le même site que le bâtiment existant, ajoutant qu'il en avait besoin impérativement pour la réception des diplomates pour le Nouvel An le 10 janvier 1939, tâche colossale, car la Chancellerie existante continue de fonctionner. Il consulte ses assistants et accepte le projet.
Même si l'ancien bâtiment n'a pas été rasé avant avril, Speer parvient à achever la nouvelle Chancellerie en neuf mois, grâce à des milliers d'ouvriers travaillant jour et nuit. L'édifice comprend la « galerie des marbres » de 146 m de long, presque deux fois plus long que la galerie des Glaces du château de Versailles. Hitler, resté à l'écart du projet, est ébloui lors de son inauguration, deux jours avant la date prévue.
En récompense de son travail sur la Chancellerie, Speer reçoit le Symbole d'or du Parti nazi des mains de Hitler. Tessenow est moins impressionné et suggère que Speer aurait dû consacrer neuf ans au projet. La nouvelle chancellerie propose au visiteur le programme du Reich : les matériaux employés, marbre et mosaïque, évoquent le lien entre l'Empire romain et le Reich ; les décors assurent aussi le lien entre la Rome d'Auguste et le Reich de Hitler, comme les couronnes de fleurs, évoquant les honneurs décernés à Auguste, qui ornent la résidence de Hitler, nouveau Pater Patriae. Endommagée par la bataille de Berlin en 1945, la seconde Chancellerie sera finalement démantelée par les Soviétiques qui utilisent une partie des matériaux pour construire plusieurs mémoriaux à Berlin.
Le pogrom de la Nuit de Cristal a lieu lors des travaux de la Chancellerie. Speer n'en fait aucune mention dans la première version de Au cœur du Troisième Reich et c'est uniquement sous les conseils pressants de son éditeur, qu'il ajoutera un passage, dans lequel il décrit la vision depuis sa voiture des ruines de la synagogue centrale de Berlin.
Speer est soumis à une intense pression psychologique à cette période de sa vie. Il écrira plus tard :

« Peu après que Hitler m'eut confié mes premiers grands projets architecturaux, j'ai commencé à souffrir d'anxiété dans les longs tunnels, les avions ou les petites pièces. Mon cœur s'emballait, je perdais le souffle, le diaphragme semblait devenir de plus en plus lourd et j'avais l'impression que ma pression sanguine explosait… De l'anxiété au milieu de toute ma liberté et de mon pouvoir »

### Durant la guerre (1939-1942)

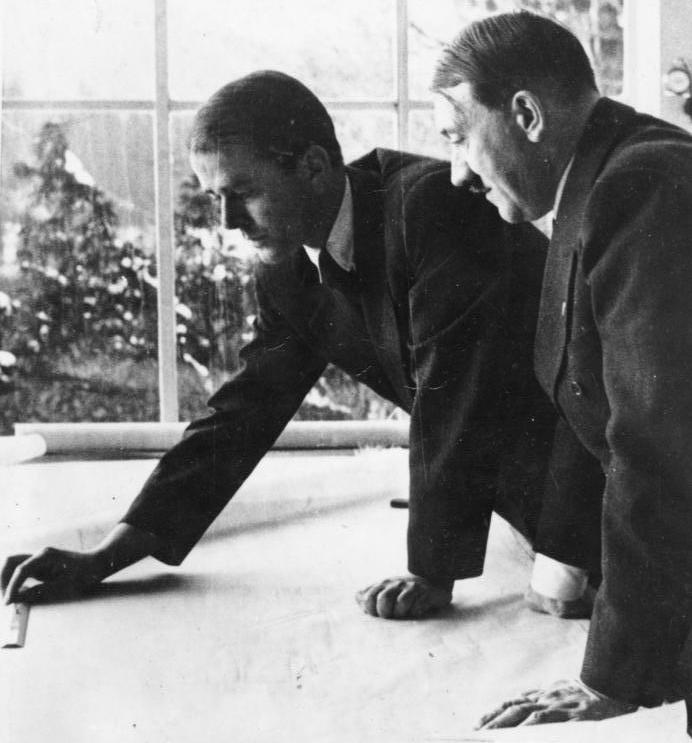
Speer examine des plans avec Hitler dans sa résidence du Berghof.

Speer défend l'invasion de la Pologne et le conflit qui suit, même s'il convient que cela va repousser la réalisation de ses rêves architecturaux. À la fin de sa vie, Speer, échangeant avec sa future biographe Gitta Sereny, expliquera comment il se sentait en 1939 : « Bien sûr que j'étais conscient que Hitler cherchait à obtenir la domination mondiale… À ce moment, je ne demandais rien de mieux. C'était le but central de tous mes bâtiments. Ils auraient été grotesques si Hitler était resté immobile en Allemagne. Tout ce que je voulais pour ce grand homme était de dominer le globe ».
Speer place son département d'architecture à la disposition de la Wehrmacht. Lorsque Hitler proteste et dit que ce n'est pas à lui de décider de la manière dont ses ouvriers travailleraient, Speer l'ignore simplement.
Parmi les innovations de Speer figuraient des équipes rapides, chargées de construire des routes et de dégager les obstacles ; ces unités seront par la suite chargées de nettoyer les dégâts causés par les bombardements alliés. Alors que la guerre se poursuit, initialement à l'avantage des Allemands, Speer continue de travailler à ses projets architecturaux à Berlin et à Nuremberg, mais il ne parvient pas à convaincre Hitler du besoin de suspendre les constructions entamées en temps de paix,.
Speer supervise également la construction de bâtiments pour la Wehrmacht et la Luftwaffe et développe une organisation importante pour gérer ces travaux
En 1940, Staline, particulièrement impressionné par le travail de Speer, souhaitant rencontrer l'« architecte du Reich », propose à Speer de lui rendre visite à Moscou. Hitler, partagé entre l'amusement et la colère, ne l'autorise pas à se rendre en Union soviétique de peur que Staline le mette dans un « trou de rat » jusqu'à ce qu'un nouveau Moscou émerge. Lorsque l'Allemagne envahit l'Union soviétique en 1941, Speer commence à douter, malgré les garanties de Hitler, que ses projets pour Berlin soient jamais réalisés.

### Ministre de l'Armement
Le 8 février 1942, le ministre de l'Armement, Fritz Todt, meurt accidentellement dans le crash de son avion, peu après avoir décollé du quartier-général oriental de Hitler à Rastenburg. Speer, qui était arrivé à Rastenburg la veille dans la soirée, avait accepté l'offre de Todt de retourner à Berlin avec lui, mais avait annulé quelques heures avant le décollage ; il indique dans ses mémoires que l'annulation était liée à la fatigue du voyage et à une réunion tardive avec Hitler.
Plus tard dans la journée, Hitler nomme Speer à la place de Todt. Dans Au cœur du Troisième Reich, Speer relate sa rencontre avec Hitler et sa réticence à prendre un poste ministériel, qu'il n'accepte que sur l'ordre de Hitler. Speer avance également qu'Hermann Göring s'était précipité dans le quartier-général après avoir appris la mort de Todt, espérant obtenir ses prérogatives, mais Hitler l'accueillit en lui annonçant le choix de Speer.

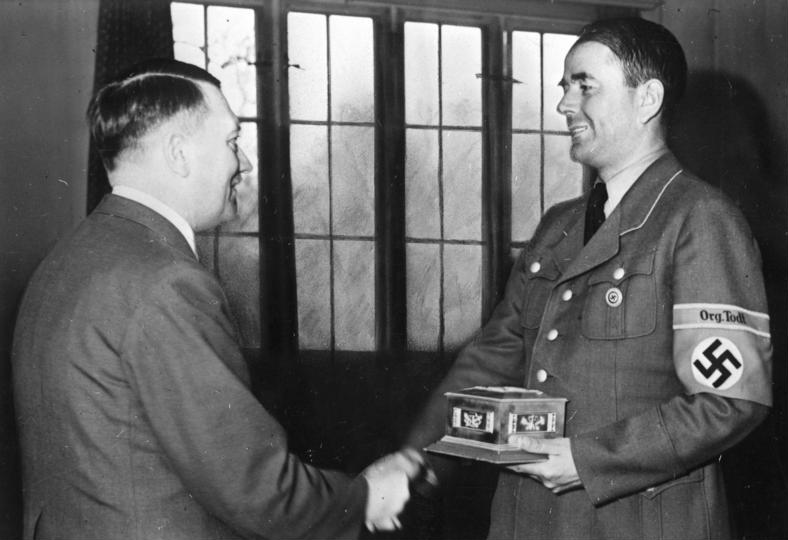
Speer (à droite) reçoit l'anneau de l'art allemand des mains de Hitler en mai 1943.

Au moment de la prise de fonction de Speer, l'économie allemande, à la différence de celle du Royaume-Uni, n'est pas entièrement consacrée à la production de guerre. Des biens de consommation sont toujours produits à un niveau comparable à celui d'avant-guerre. Pas moins de cinq « Autorités suprêmes » sont responsables de la production d'armement et l'une d'elles annonce, en novembre 1941, que les conditions ne permettent pas un accroissement de la production. Peu de femmes sont employées dans les usines, qui ne travaillaient pas par équipes. Peu après sa nomination, Speer se rend en soirée dans une usine d'armement de Berlin, mais celle-ci est déserte.

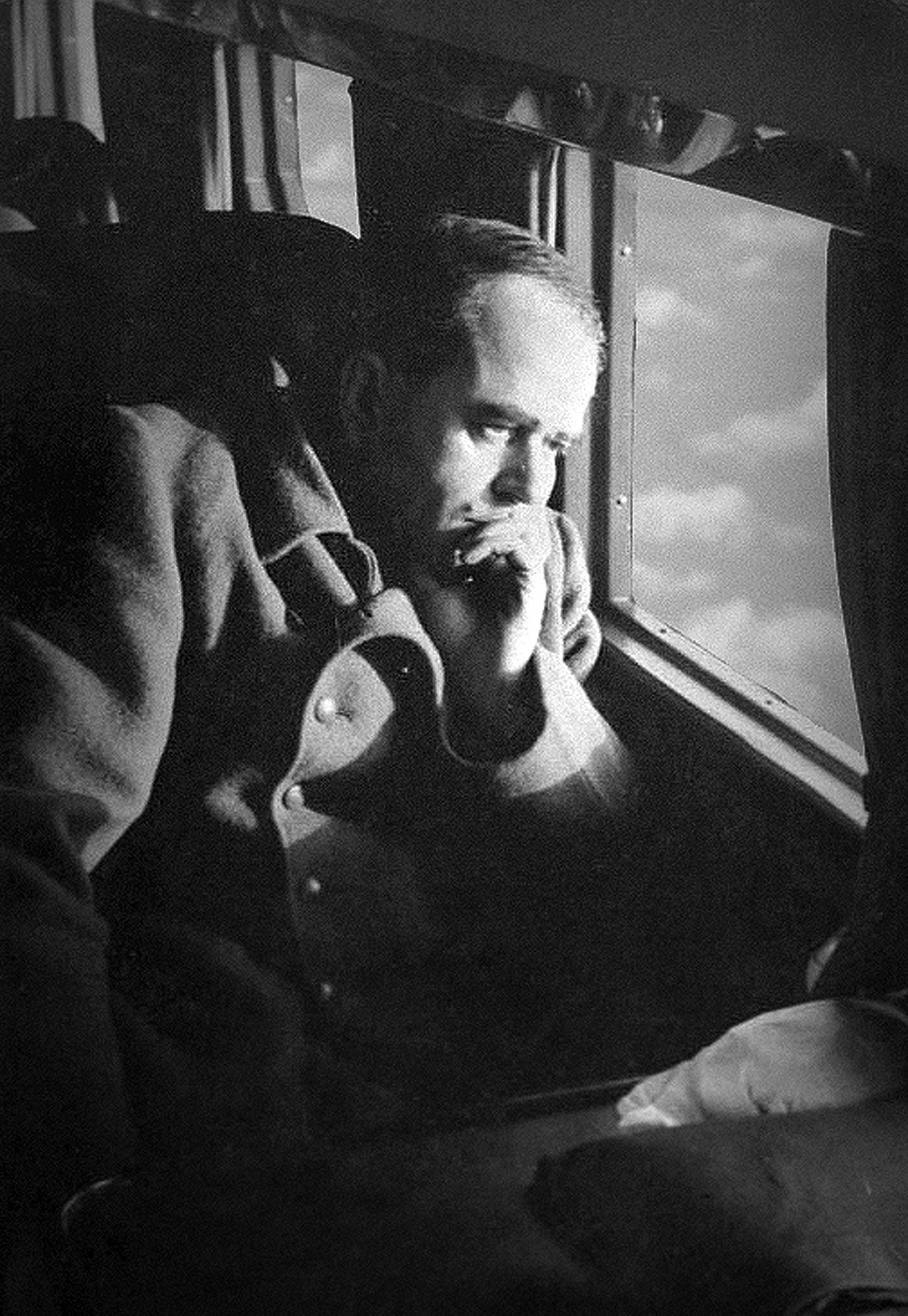
Speer voyageant en avion, 1943.

Speer surmonte ces difficultés, en centralisant la gestion de la production de guerre dans son ministère. Les usines reçoivent une plus grande autonomie et chacune d'elles se concentre sur un produit unique. Fermement soutenu par Hitler qui affirma « Speer, je signerai tout ce qui vient de vous », il divise le secteur de l'armement suivant le système d'arme, avec des experts plutôt que des fonctionnaires pour superviser chaque département de production.
Aucun directeur de département ne peut avoir plus de 55 ans pour éviter la « routine et l'arrogance » ou moins de 40. Le comité central de planification dirigeant ces départements est présidé par Speer, qui prend de plus en plus de responsabilités sur la production de guerre puis, au fil du temps, sur l'ensemble de l'économie allemande. Selon le compte-rendu d'une conférence au commandement suprême de la Wehrmacht en mars 1942, « seule, la parole de Speer compte aujourd'hui. Il peut intervenir dans tous les départements. Il surpasse déjà tous les départements…. »
Goebbels écrivit dans son journal en juin 1943, « Speer est toujours en phase avec le Führer. Il est véritablement un génie de l'organisation ». Speer est tellement efficace à ce poste qu'à la fin de l'année 1943, il est largement considéré dans l'élite nazie comme un possible successeur à Hitler.
Même si Speer a un pouvoir immense, il reste soumis à Hitler. Les fonctionnaires nazis contournent parfois Speer pour obtenir des ordres directs du dictateur. Lorsque Speer ordonne l'arrêt des constructions d'avant-guerre, les gauleiters (chefs territoriaux nazis) obtiennent une exemption pour leurs bâtiments préférés. De même Speer aurait voulu que Hanke devienne responsable de la main d'œuvre pour optimiser l'emploi des travailleurs allemands, mais Hitler, sous l'influence de Martin Bormann, nomme plutôt Fritz Sauckel. Au lieu d'accroître le travail féminin et de prendre d'autres mesures pour mieux organiser le travail allemand, comme le souhaite Speer, Sauckel défend la déportation et l'exploitation des travailleurs d'Europe occupée, avec des méthodes souvent brutales.
Le 10 décembre 1943, Speer visite le complexe souterrain de Mittelwerk fabriquant des fusées V2 avec de la main-d’œuvre concentrationnaire. Choqué par les conditions de travail (5,7 % des ouvriers mouraient chaque mois) et préoccupé par les malfaçons pouvant être causées par l'état désastreux des ouvriers, Speer ordonne l'amélioration des conditions de travail et la construction d'un camp en surface. La moitié des ouvriers succombe néanmoins avant la fin de la guerre. Speer commentera plus tard : « Les conditions de travail de ces ouvriers étaient véritablement barbares et une profonde culpabilité personnelle s'empare de moi dès que j'y pense ».

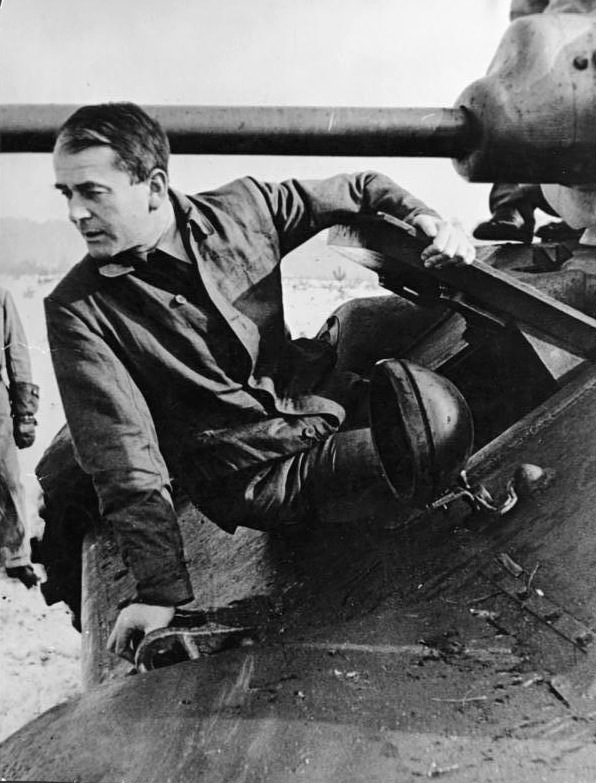
Speer inspecte un T-34 soviétique capturé en juin 1943.

En 1943, les Alliés ont obtenu la suprématie aérienne au-dessus de l'Allemagne, et le bombardement des villes et des industries allemandes devient de plus en plus intense. La campagne de bombardement stratégique alliée ne se concentre cependant pas sur l'industrie, et Speer parvint à surmonter les pertes.
Malgré les destructions, Speer réussit à plus que doubler la production de chars d'assaut en 1943, celle des avions augmente de 80 % et le temps de construction des sous-marins de la Kriegsmarine passe d'un an à deux mois. La production continue d'augmenter jusque dans la seconde moitié de l'année 1944 ; à ce moment, le matériel fabriqué permet d'équiper 270 divisions, même si la Wehrmacht n'en compte plus que 150.
En janvier 1944, Speer est victime de complications, causées par un genou enflammé, et il reste à l'écart de ses fonctions durant trois mois. En son absence, ses rivaux politiques (essentiellement Hermann Göring et Martin Bormann) tentent de récupérer de manière permanente certaines de ses prérogatives.
Selon Speer, le chef de la SS Heinrich Himmler essaye de l'éliminer en chargeant son médecin personnel, Karl Gebhardt, de le « soigner ». L'épouse et les amis de Speer parviennent à le faire transférer chez Karl Brandt et il récupère lentement. En avril, ses rivaux sont parvenus à le priver de ses responsabilités dans la construction. Speer envoie une lettre acerbe à Hitler, dans laquelle il présente sa démission. Jugeant Speer indispensable à l'effort de guerre, le maréchal Erhard Milch persuade Hitler d'essayer de faire changer d'avis son ministre. Hitler envoie Milch chez Speer avec un message qui ne règle pas le problème, mais il assure qu'il tient toujours Speer dans la même estime. Selon Milch, après avoir écouté le message, Speer explose : « Le Führer peut embrasser mon cul ! ». Après un long échange, Milch persuade Speer de retirer sa démission, à la condition que ses pouvoirs soient restaurés.
Le 23 avril 1944, Speer rencontre Hitler, qui accepte que « tout resterait comme avant et que Speer resterait à la tête de toute la construction allemande ». Selon Speer, même s'il a remporté ce débat, Hitler a également gagné « car il me voulait et avait besoin de moi dans son camp et il m'a eu. ».

### Chute du Reich

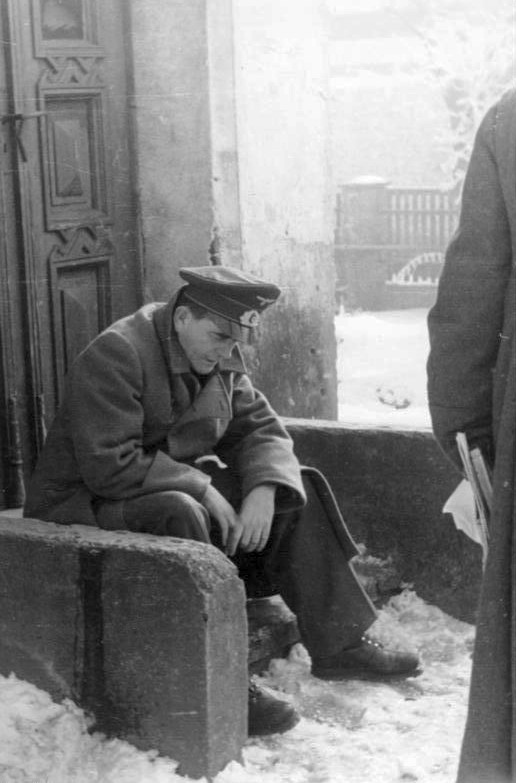
Le Reichsminister Speer se reposant sur le pas d'une porte.

Le nom de Speer figure sur la liste des membres d'un gouvernement non-hitlérien rédigée par un groupe de conspirateurs cherchant à assassiner Hitler. Son nom est cependant accompagné d'un point d'interrogation et du commentaire « à convaincre », ce qui lui sauvera vraisemblablement la vie, lors des larges purges qui ont suivi l'échec de l'attentat du 20 juillet 1944. Cependant, suspect aux yeux des Gauleiter qui tiennent leur congrès annuel à Posen en août 1944, son discours de deux heures se limite à un tableau exhaustif de la production de guerre du Reich ; en fait, lors de ce congrès, il ne rencontre pas l'adhésion du NSDAP, désormais soumis à l'influence grandissante de Bormann, de Goebbels et de Himmler.
Dans les mois qui suivent, et jusqu'au mois de novembre, Speer doit défendre le potentiel productif de l'industrie de l'armement, face à la politique de ratissage d'effectifs humains de Goebbels, nommé plénipotentiaire pour la guerre totale, une lutte d'influence entre les deux ministres faisant rage autour des affectations des ouvriers qualifiés. Cette lutte d'influence avec le ministre de la propagande, dont les positions se nouent dans les jours qui précèdent l'attentat du 20 juillet, a pour enjeu le contrôle de l'ensemble des actions mises en place pour mener la guerre totale, conflit dont Speer sort largement perdant dès la réunion du cabinet du 22 juillet, malgré ses évaluations objectives des besoins de l'industrie de guerre. Après une accalmie en août, le mois de septembre voit une recrudescence des rivalités entre les deux responsables nazis : Goebbels reprend, après les échecs de l'été, sa politique de ratissage des hommes, pour les envoyer au front, et compte, dans le conflit qui l'oppose à Speer, sur le soutien des cadres du NSDAP, Himmler, Robert Ley, Bormann et les responsables territoriaux, les Gauleiter. Speer tente de défendre ses prérogatives devant Hitler, mais, preuve de la baisse de son influence, il se voit explicitement subordonné à Goebbels, dans le cadre de la guerre totale. Cependant, durant l'automne, il regagne le terrain perdu, gain manifesté par le refus de Hitler de trancher systématiquement en faveur de Goebbels.
À partir du mois de septembre, il n'hésite pas, avec ses subordonnés, à se rendre dans les régions les plus directement menacées par l'avance alliée : il parcourt ainsi les Gaue rhénans durant sa tournée d'inspection qui se déroule du 10 au 14 septembre 1944, revenant à Berlin avec un rapport objectif sur la situation politique et militaire dans la région. Sa présence dans les régions les plus menacées l'incite à ordonner le maintien de la production, jusqu'au tout dernier moment.
En février 1945, Speer, qui a depuis longtemps réalisé que la guerre est perdue, travaille à approvisionner les zones, qui vont être occupées avec de la nourriture et du ravitaillement, en prévision des temps difficiles à venir. Depuis des mois, il tente de prendre ses distances avec Hitler : opposé dès le départ à la politique de la terre brûlée, il s'oppose depuis les premières incursions alliées dans le Reich à la destruction des usines, pour permettre à la fois à la production de continuer le plus tard possible, puis de reprendre lors de l'éventuelle reconquête des territoires perdus. Le 15 mars, pour motiver son opposition au décret de terre brûlée, alors en préparation, il expose à Hitler la situation de l'économie de guerre allemande, annonçant son effondrement dans les deux mois qui suivent, et définit ce qu'il considère comme des objectifs militaires de nature à permettre au Reich de poursuivre la guerre : défendre le territoire allemand sur les rives de l'Oder et du Rhin, rapatrier les unités isolées dans les poches de la Baltique.
Rejetant ses conseils, Hitler ordonne, le 19 mars 1945, la mise en place d'une politique de la terre brûlée dans les zones occupées et en Allemagne. L'ordre de Hitler empêche Speer d'intervenir, et ce dernier se rend à Berlin pour rencontrer Hitler, et lui dire que la guerre est perdue. Hitler lui donne 24 heures pour reconsidérer sa position et lorsque les deux hommes se revoient le lendemain, Speer répond : « je suis entièrement derrière vous. ». Il obtient cependant que la politique de terre brûlée soit placée sous la responsabilité de son ministère, ce que Hitler accepte, signant un ordre en ce sens. Dans les semaines qui suivent, Speer parvient à convaincre les généraux et les gauleiters des Gaue occidentaux du Reich d'éviter les destructions d'installations et d'industries, nécessaires après la guerre.
Soutenu par les industriels avec lesquels, grâce à sa position, il a tissé des liens étroits, il défend l'idée de sauvegarder une infrastructure économique pour la reconstruction d'après-guerre et s'oppose au sabotage des moyens de transport. Il obtient l'assentiment de Hitler à cette politique, en lui faisant espérer une reconquête des bassins industriels de la Ruhr et de la Silésie. Au mois de mars 1945, lors d'une rencontre avec Goebbels, il lui annonce la perte de la guerre du point de vue économique, conséquence de la chute progressive de la production, qu'il anticipe pour la seconde moitié du mois d'avril.
Dans le même temps, il applique les consignes de Hitler relatives à l'évacuation des régions envahies, fixant les priorités dans les évacuations : d'abord les troupes, puis les approvisionnements, et enfin, si la chose est encore possible, les réfugiés.
À la fin du mois d'avril, Speer parvient à se rendre dans une zone relativement sûre, près de Hambourg, alors que le régime nazi s'effondre, mais il décide de rendre une dernière visite à Hitler à Berlin malgré les risques. Au procès de Nuremberg il dira : « j'ai senti que c'était mon devoir de ne pas m'enfuir comme un lâche, mais de me tenir à nouveau devant lui. ». Speer arrive au Führerbunker le 22 avril. Hitler semble calme et quelque peu détaché, et les deux hommes ont une longue conversation où le dictateur, se montrant plutôt incohérent, défend ses actions et informe Speer de son intention de se suicider et de son souhait que son corps soit incinéré. Dans la version publiée de Au cœur du Troisième Reich, Speer affirme avoir confié à Hitler qu'il avait désobéi à son ordre de terre brûlée, avant d'assurer le Führer de sa loyauté, ce qui fait monter les larmes aux yeux du dictateur. La biographe de Speer, Gitta Sereny considère quant à elle : « Psychologiquement, il est possible que cela soit la manière dont il se souvienne de cette rencontre, car c'est ainsi qu'il aurait aimé se comporter et ainsi qu'il aurait aimé que Hitler réagisse. Mais le fait est que rien de cela ne s'est passé ». Elle poursuit en notant que le brouillon original de ses mémoires ne contient pas la réaction larmoyante de Hitler et nie catégoriquement toute confession ou échange émotionnel comme cela avait été avancé par un magazine français.
Le lendemain, après un échange avec Eva Braun, Speer quitte le Führerbunker, Hitler se montrant distant avec lui. Il visite la Chancellerie endommagée une dernière fois, avant de quitter Berlin pour retourner à Hambourg. Le 29 avril, la veille de son suicide, Hitler dicte son testament politique dans lequel Speer est remplacé à son poste de ministre de l'Armement par son subordonné, Karl-Otto Saur.

### Procès de Nuremberg

Membres du gouvernement de Flensbourg après leur arrestation. Karl Dönitz (au centre, avec un long manteau noir) est suivi par Speer (tête nue) et Alfred Jodl (à gauche de Speer).

Après la mort de Hitler, Speer offre ses services au gouvernement de Flensburg dirigé par le successeur de Hitler, Karl Dönitz, et joue un rôle significatif dans cet éphémère régime. Le 15 mai, avant que les services d'enquête sur les crimes de guerre ne s'intéressent à lui, l'officier américain Paul Nitze, de l'United States Strategic Bombing Survey (en) (USSBS, Bureau d'étude d'analyse des bombardements stratégiques des États-Unis) se saisit de Speer dans le château de Glücksburg.
L'USSBS lui demande s'il veut coopérer et fournir des informations sur l'organisation allemande en temps de guerre et les effets de la guerre aérienne. Speer accepte et, interrogé pendant une semaine, notamment par l'économiste John Kenneth Galbraith, il donne des informations sur un grand nombre de sujets. Le 23 mai, deux semaines après la capitulation des troupes allemandes, les Britanniques arrêtent tous les membres du gouvernement de Flensburg, et mettent un terme à l'existence de l'Allemagne nazie.
Speer, d'abord interné avec d'autres officiels nazis à l'hôtel Palace à Mondorf-les-Bains, au Luxembourg, est transféré au château du Chesnay, près de Versailles, où sont regroupés des responsables et ingénieurs de l'armement allemand. Il y est alors interrogé par des officiers américains du quartier-général allié installé à proximité, au Trianon Palace. Lors de l'installation du quartier-général allié à Francfort, tous les prisonniers du Chesnay, dont Speer, sont transférés au château de Kransberg (en). En septembre 1945, Speer apprend qu'il sera jugé pour crimes de guerre et, quelques jours plus tard, il est transféré et incarcéré à Nuremberg. Speer est inculpé pour les quatre chefs d'accusation possibles : participation à un complot, crimes contre la paix, crimes de guerre et crimes contre l'humanité.

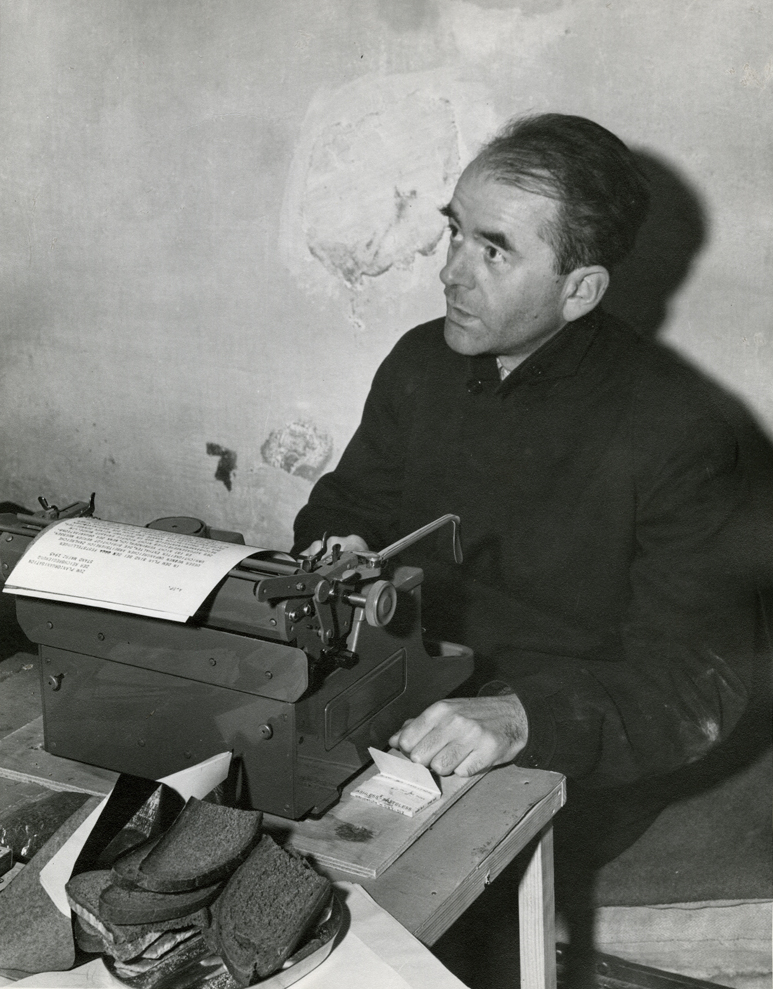
Speer dans sa cellule en novembre 1945.

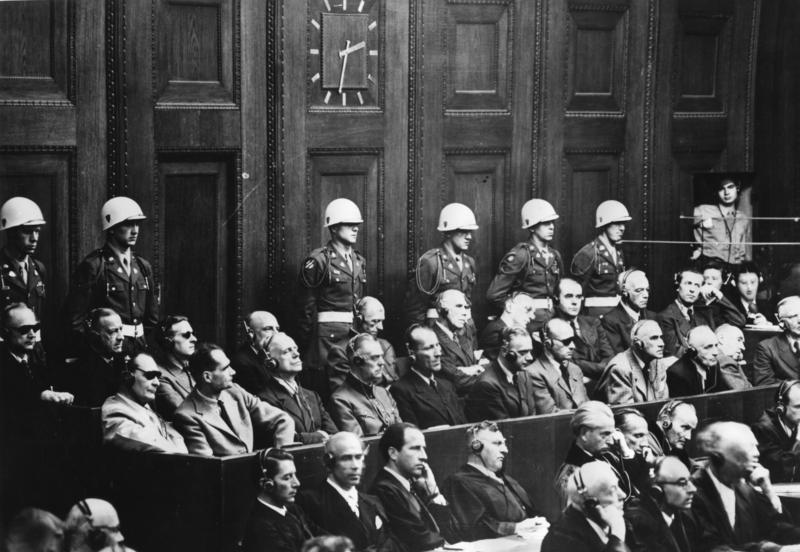
Les accusés de Nuremberg écoutent le procès. Speer est le cinquième en partant de la droite assis au rang supérieur.

Le juge Robert Jackson, de la Cour suprême des États-Unis, procureur en chef américain à Nuremberg, avance que « Speer participa à la planification et à l'application du programme de déportation des prisonniers de guerre et des travailleurs étrangers vers les industries de guerre allemandes et cela entraîna une augmentation de la production alors que les ouvriers mouraient de faim ». L'avocat de Speer, Hans Flächsner, présente Speer comme un artiste projeté dans la vie politique, toujours resté à l'écart de l'idéologie, à qui Hitler avait promis qu'il pourrait revenir à l'architecture après la guerre. Durant sa déposition, Speer accepte la responsabilité des crimes du régime nazi :

« Dans la vie politique, il y a une responsabilité de l'homme dans son propre secteur. Pour celle-là il est évidemment entièrement responsable. Mais au-delà de cela, il y a une responsabilité collective lorsqu'il a été l'un des dirigeants. Qui tenir pour responsable du cours des événements si ce ne sont les assistants les plus proches du chef de l'État ? »

Spectateur du procès, le journaliste et auteur américain William L. Shirer, écrit que, comparé aux autres accusés, Speer « a fait l'impression la plus franche de tous et … durant le long procès parla honnêtement sans essayer d'esquiver sa responsabilité et sa culpabilité ». Speer témoigne également qu'il avait envisagé de tuer Hitler au début de l'année 1945 en lâchant une bouteille de gaz toxique dans un tuyau de ventilation du bunker, mais qu'il en fut empêché par la présence d'un haut mur autour de l'entrée d'air. Speer affirme que sa motivation était le désespoir quand il se rendit compte que Hitler voulait entraîner le peuple allemand dans sa chute. Ce prétendu plan d'assassinat a été par la suite accueilli avec un certain scepticisme, et l'architecte rival de Speer, Hermann Giesler, se moqua du fait que « le second homme le plus puissant de l'État n'avait pas d'échelle ».
Speer, reconnu coupable de crimes de guerre et de crimes contre l'humanité, est acquitté pour les deux autres chefs d'accusation. Le 1er octobre 1946, il est condamné à 20 ans de prison. Alors que trois des huit juges (deux Soviétiques et un Américain) ont initialement demandé la peine de mort, les autres juges sont plus modérés et un compromis est trouvé « après deux jours de discussion et un marchandage féroce ».
Le jugement du tribunal indique que :

« … dans la phase finale de la guerre, Speer fut l'une des seules personnes à avoir eu le courage de dire à Hitler que la guerre était perdue et à avoir pris des mesures pour éviter la destruction impitoyable des usines dans les territoires occupés et en Allemagne. Il appliqua son opposition au programme de terre brûlée de Hitler… en le sabotant délibérément malgré les risques considérables qu'il prenait. »

Douze des 24 accusés sont condamnés à mort (par contumace pour Bormann), trois sont acquittés et sept sont condamnés à des peines de prison. Ils restent dans leurs cellules à Nuremberg le temps que les Alliés décident où, et dans quelles conditions ils seront incarcérés.

### Emprisonnement

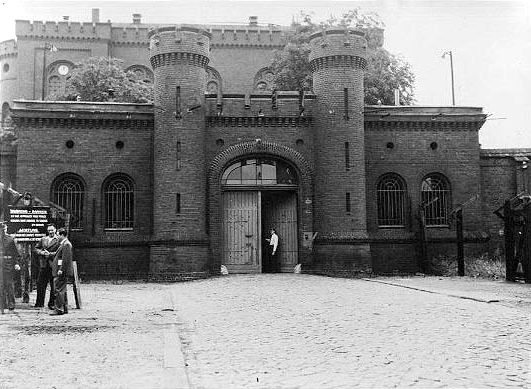
Entrée de la prison de Spandau en 1951, où Speer purgea sa peine.

Le 18 juillet 1947, Speer et six autres prisonniers, tous anciens hauts responsables nazis, sont emmenés à Berlin sous bonne garde. Les détenus furent transférés à la prison de Spandau, se trouvant dans le secteur britannique de ce qui devint par la suite Berlin-Ouest, où ils reçurent un numéro ; Speer était le numéro 5. Les prisonniers étaient initialement gardés à l'isolement, sauf durant une heure par jour, et n'avaient pas le droit de parler entre eux ou avec les gardes. Au fil du temps, ce régime strict fut assoupli, particulièrement lors des trois mois sur quatre, où les puissances occidentales (France, Grande-Bretagne, États-Unis) étaient chargées de la prison. Speer se considérait comme un exclu parmi les autres prisonniers, du fait de sa prise de responsabilité à Nuremberg.
Speer essaya de rendre sa détention aussi productive que possible. Il écrivit : « Je suis obsédé par l'idée d'utiliser cette période de confinement pour écrire un livre d'une importance majeure… Cela pourrait signifier transformer la cellule de prison en l'antre d'un intellectuel ». Les prisonniers n'avaient pas le droit d'écrire leurs mémoires et le courrier était limité et sévèrement censuré.
Néanmoins, grâce à l'offre d'un aide-soignant compréhensif, Speer parvint à envoyer ses écrits, qui finirent par représenter 20 000 feuilles, à Wolters. En 1954, Speer avait terminé de rédiger ses mémoires, qui devinrent la base de Au cœur du Troisième Reich et Wolters les organisa sous la forme de 1 100 pages dactylographiées. Il fut également autorisé à envoyer des lettres et des instructions financières et à obtenir du papier et des lettres de l'extérieur. Ses nombreuses lettres à ses enfants, toutes transmises secrètement, formèrent finalement la base du Journal de Spandau.
Une fois le brouillon de ses mémoires transmis clandestinement, Speer chercha un nouveau projet. Il en trouva un en réalisant ses exercices quotidiens consistant à marcher en cercles dans la cour de la prison. Mesurant son parcours avec soin, Speer entreprit de parcourir la distance entre Berlin et Heidelberg (dans le sud-ouest de l'Allemagne). Il poursuivit ensuite son idée à l'échelle du monde en visualisant les endroits qu'il « traversait » dans la cour de la prison. Speer commanda des livres de voyage et des ouvrages sur les pays qu'il imaginait traverser pour se représenter l'image la plus précise possible. Mesurant méticuleusement chaque mètre parcouru et reportant les distances sur une carte du monde, il commença son parcours dans le nord de l'Allemagne, continua vers l'est en Sibérie, traversa le détroit de Béring avant de poursuivre vers le sud ; il acheva sa peine à 35 km au sud de Guadalajara au Mexique.
Speer consacra beaucoup de son temps et de son énergie à la lecture. Même si les prisonniers avaient quelques livres dans leurs affaires personnelles, la prison de Spandau n'avait pas de bibliothèque, donc les ouvrages étaient prêtés par la bibliothèque municipale de la ville. À partir de 1952, les détenus furent également autorisés à commander des livres à la bibliothèque centrale de Berlin à Wilmersdorf.
Speer était un lecteur vorace et il lut 500 livres durant ses trois premières années de détention à Spandau. Il lisait des romans, des journaux de voyage, des livres sur l'Égypte antique et des biographies de personnages historiques comme Lucas Cranach l'Ancien, Édouard Manet et Gengis Khan. Speer appréciait également le jardin de la prison, où il pouvait travailler lorsqu'il souffrait de l'angoisse de la page blanche. Il fut autorisé à construire un jardin ambitieux et transforma ce qu'il décrivit initialement comme une « étendue sauvage » en ce que le commandant américain de la prison qualifia de « jardin d'Éden de Speer ».
Les défenseurs de Speer ont continuellement fait campagne pour sa libération. Parmi ses partisans figurent Charles de Gaulle, le diplomate américain George Ball, l'ancien haut-commissaire américain John McCloy et l'ancien procureur britannique à Nuremberg, Hartley Shawcross. Willy Brandt, fervent défenseur de Speer, envoie des fleurs à sa fille le jour de sa libération et met un terme aux procédures de dénazification contre lui, lesquelles auraient pu entraîner la confiscation de ses biens. Une réduction de peine nécessite le consentement des quatre puissances occupantes, et les Soviétiques s'opposent fermement à tout mouvement en ce sens. Speer réalise donc l'ensemble de sa peine et il est libéré, à minuit sonnant, le matin du 1er octobre 1966.

### Libération et fin de vie

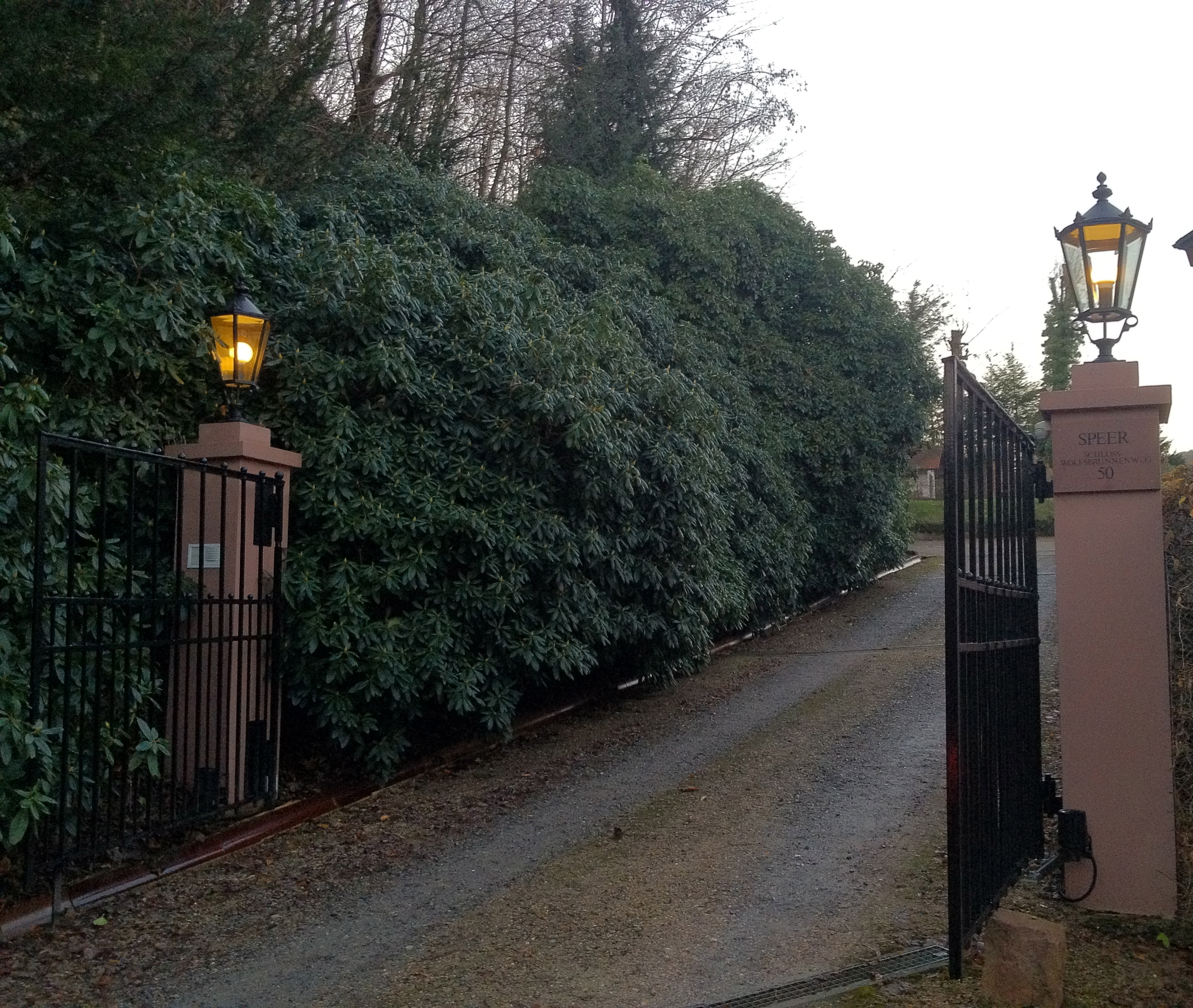
Entrée de la villa Speer à Heidelberg en décembre 2011.

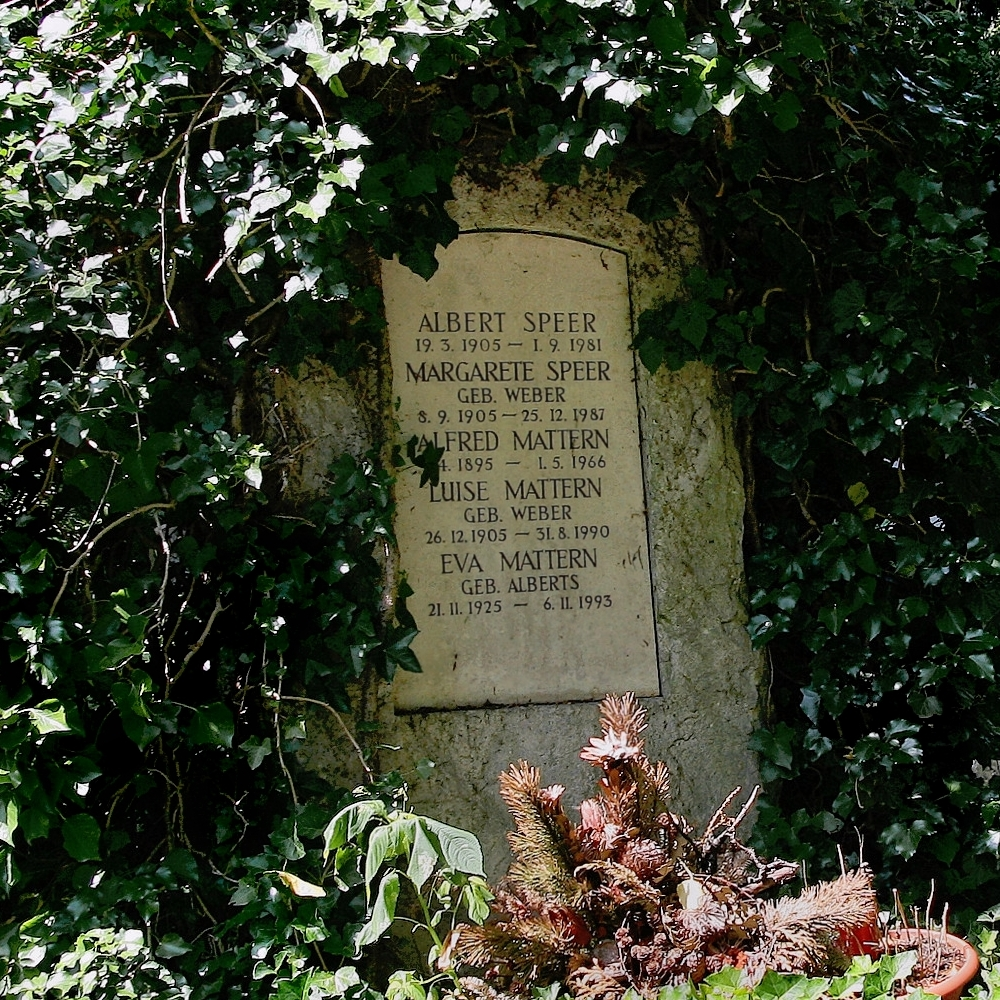
Tombe familiale à Heidelberg.

Pour la libération de Speer, événement médiatique mondial, les journalistes se rassemblent dans les rues et dans le hall de l'hôtel de Berlin, où Speer va passer ses premières heures de liberté après 20 ans de détention. Il parle peu et réserve ses commentaires pour un entretien avec le magazine Der Spiegel publié en novembre 1966 dans lequel il assume à nouveau sa responsabilité personnelle dans les crimes du Troisième Reich. Abandonnant son idée de revenir à l'architecture (deux associées possibles meurent peu avant sa libération), il rassemble ses écrits rédigés à Spandau en deux livres autobiographiques et publie par la suite un troisième ouvrage sur Himmler et la SS.
Ses livres fournissent un point de vue unique et personnel sur les personnalités de la période nazie et sont des témoignages importants pour les historiens. Speer a été aidé dans la mise en forme de son travail par Joachim Fest et Wolf Jobst Siedler (en) de la maison d'édition Ullstein. Speer a été incapable de renouer des liens avec ses enfants, même avec son fils aîné Albert, également devenu architecte. Selon sa fille, Hilde, « un par un mes frères et sœurs ont abandonné. Il n'y avait pas de communication ». Sa deuxième fille, Magret, est photographe.
À la suite de la publication de ses livres à succès, Speer donne d'importantes sommes d'argent à des organisations caritatives juives. Selon Siedler, ces dons représentaient jusqu'à 80 % de ses droits d'auteur. Speer est resté un donateur anonyme par crainte de rejet et par peur d'être qualifié d'hypocrite.
Dès 1953, lorsque Wolters s'oppose fermement à ce que Speer qualifie Hitler de criminel dans ses mémoires, Speer  prédit qu'il perdrait un « bon nombre d'amis » lorsque ses écrits seraient publiés, ce qui est advenu, car, à la suite de la publication d'Au cœur du Troisième Reich, des amis proches comme Wolters et le sculpteur Arno Breker, se sont éloignés de lui. Hans Baur, le pilote personnel de Hitler, suggère que « Speer a dû prendre congé de sa raison ». Wolters se demande si Speer ne « marchait pas à présent dans la vie dans un cilice, distribuant sa fortune aux victimes du national-socialisme, renonçant à toutes les vanités et les plaisirs de la vie et vivant de sauterelles et de miel sauvage ».
Speer s'est rendu facilement accessible aux historiens et aux autres questionneurs. Il réalise un long entretien pour le magazine Playboy de juin 1971 dans lequel il affirme « si je ne l'ai pas vu alors c'est parce que je ne voulais pas le voir ». En octobre 1973, Speer réalise son premier voyage en Grande-Bretagne, sous un faux nom pour être interviewé sur le programme Midweek de la BBC présenté par Ludovic Kennedy. À son arrivée, il est détenu durant près de huit heures à l'aéroport de Londres lorsque les services d'immigration découvrent sa véritable identité. Le secrétaire d'État à l'Intérieur Robert Carr autorise Speer à rester dans le pays pendant 48 heures.
Huit ans plus tard, alors qu'il se trouve à nouveau à Londres pour participer au programme Newsnight de la BBC, Speer est victime d'une crise cardiaque et meurt le 1er septembre 1981. Au moment de sa mort, il était avec une Anglaise d'origine allemande dont il s'était rapproché .
Speer a continué de s'interroger sur ses actions sous Hitler jusqu’à la fin de sa vie. Dans son dernier livre, L'Immoralité du pouvoir, il se demande, « Que se serait-il passé si Hitler m'avait demandé de prendre des décisions requérant la plus grande dureté ? …Jusqu'où serais-je allé ? … Si j'avais occupé une position différente, jusqu'à quel point j'aurais ordonné des atrocités si Hitler m'avait demandé de le faire ? ». Il laisse ces questions sans réponses.

## Héritage et controverses
La vision de Speer comme un « homme providentiel » non politisé est critiquée par l'historien britannique Adam Tooze de l'université Yale. Dans son livre Le Salaire de la destruction publié en 2006, Tooze, poursuivant le travail de Gitta Sereny, avance que l'engagement de Speer dans la cause nazie est bien plus important que ce qu'il a rapporté,. Tooze affirme de plus que la « mythologie » de Speer (en partie nourrie par Speer) n'a pas été assez critiquée et qu'elle a poussé de nombreux historiens à attribuer beaucoup de crédits à Speer pour l'accroissement de la production et à ne pas évaluer à son juste niveau la fonction « hautement politique » du miracle de l'armement.

### Héritage architectural

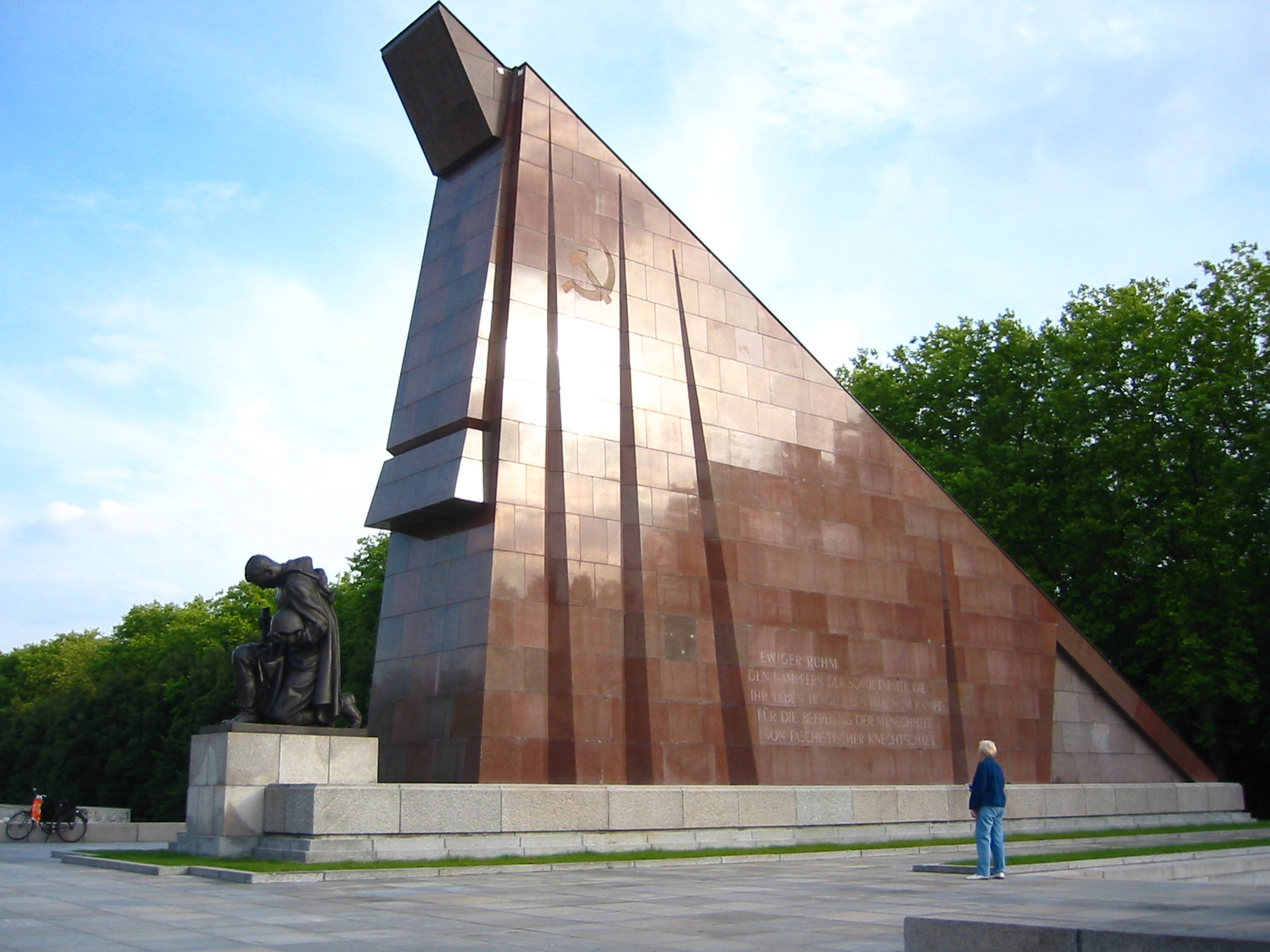
Le Mémorial soviétique de Berlin a été construit avec du marbre de la Chancellerie dessinée par Speer.

Il ne reste pas grand-chose des travaux architecturaux de Speer en dehors des plans et des photographies. Il n'existe plus aucun des bâtiments berlinois dessinés par Speer durant la période nazie ; une rangée de lampadaires doubles conçus par Speer existe encore le long de la Straße des 17. Juni. La tribune du Zeppelinfeld à Nuremberg, bien qu'en partie démolie, peut toujours être visitée. Le travail de Speer peut également être vu à Londres, où il a redessiné l'ambassade allemande au Royaume-Uni alors située au 7-9 Carlton House Terrace. Depuis 1967, elle accueille les bureaux de la Royal Society. Son travail, dépouillé de ses décorations nazies, existe encore en partie.
Un autre héritage est l'Arbeitsstab für den Wiederaufbau bombenzerstörter Städte (de) (« Groupe de travail sur la reconstruction des villes détruites »), créé par Speer en décembre 1943 pour reconstruire les villes allemandes bombardées afin de les rendre plus vivables à l'ère automobile. Présidé par Wolters, le groupe de travail prit en compte une possible défaite militaire dans ses travaux. Les recommandations de l'Arbeitsstab servirent de base aux projets de redéveloppement d'après-guerre et plusieurs membres du groupe devinrent des figures majeures de la reconstruction.

### Actions envers les Juifs
En tant qu'inspecteur général des bâtiments, Speer était responsable du Département central de la réimplantation. À partir de 1939, le Département appliqua les lois de Nuremberg pour expulser les Juifs de leurs propriétés à Berlin afin de reloger les non-Juifs déplacés par les bombardements ou les reconstructions. Au total 75 000 Juifs furent expulsés par ces mesures. Speer était au courant de ces activités et suivait leur progression. Au moins un mémo original de Speer à ce sujet existe encore de même que la Chronique des activités du Département tenue par Wolters.
À la suite de sa libération de Spandau, Speer présenta aux Archives fédérales allemandes une version éditée de la Chronique purgée par Wolters de toute mention relative aux Juifs. Lorsque David Irving découvrit les incohérences entre la Chronique éditée et d'autres documents, Wolters exposa la situation à Speer, qui répondit en suggérant que les pages en rapport de la Chronique originale devraient « cesser d'exister ». Wolters ne détruisit pas le document original et, à la suite de la détérioration de son amitié avec Speer, autorisa son accès au doctorant en histoire Matthias Schmidt (de) (qui, après avoir obtenu son doctorat, développa sa thèse dans un livre, Albert Speer : la fin d'un mythe). Speer considéra les actions de Wolters comme une « trahison » et un « coup de poignard dans le dos ». La version originale de la Chronique arriva aux Archives en 1983 après la mort de Wolters et de Speer.

### Connaissance de la Shoah
Speer affirma à Nuremberg et dans ses mémoires qu'il n'avait rien su de la Shoah. Dans Au cœur du Troisième Reich, il écrivit qu'au milieu de l'année 1944, Hanke, alors gauleiter de Basse-Silésie, lui aurait dit de ne jamais accepter une invitation à visiter un camp de concentration dans le gau voisin de Haute-Silésie, car il « y avait vu un spectacle qu'il n'avait pas le droit de décrire et qu'il n'était pas non plus capable de décrire ». Speer conclut par la suite que Hanke devait parler d'Auschwitz et il se reprocha de ne pas avoir enquêté auprès de Hanke ou demandé des informations à Himmler ou Hitler :

« Ces secondes [quand Hanke en parla à Speer et ce dernier ne s'interrogea pas] étaient au premier plan de mes pensées lorsque j'ai affirmé devant le tribunal de Nuremberg que, en tant que membre important de la direction du Reich, je devais partager la responsabilité complète de tout ce qui s'était passé. À partir de ce moment, j'étais irrémédiablement moralement contaminé ; de peur de découvrir quelque chose qui aurait pu me détourner de mon chemin, j'ai fermé les yeux… Parce que j'ai échoué à ce moment, je continue de me sentir, encore à ce jour, responsable au plus profond de moi d'Auschwitz. »

L'essentiel de la controverse autour de la connaissance de Speer de la Shoah est centré sur sa présence à la conférence des Gauleiter à Posen le 6 octobre 1943, au cours de laquelle Himmler prononça un discours détaillant la Shoah en cours, aux dirigeants nazis. Himmler déclara, « Il a fallu prendre la grave décision de faire disparaître ce peuple de la terre… Dans les territoires que nous occupons, la question juive sera réglée à la fin de l'année ». Speer est mentionné plusieurs fois dans le discours et Himmler semble s'adresser à lui directement.
Dans Au cœur du Troisième Reich, Speer évoque son propre discours aux dirigeants nazis (qui eut lieu plus tôt dans la journée), mais ne mentionne pas le discours de Himmler,.

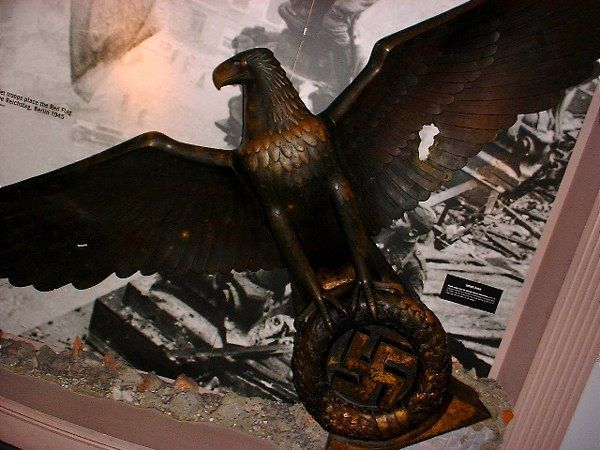
Aigle en bronze de la Chancellerie dessinée par Speer exposée à l'Imperial War Museum de Londres.

En 1971, l'historien américain Erich Goldhagen (de), survivant de l'Holocauste, publia un article soutenant que Speer était présent lors du discours de Himmler. Selon Fest, dans sa biographie de Speer, « l'accusation de Goldhagen aurait certainement été plus convaincante » s'il n'avait pas placé les supposées déclarations liant Speer à la Shoah entre guillemets, attribuées à Himmler, qu'il avait simplement inventées. En réponse, après d'intenses recherches dans les Archives fédérales à Coblence, Speer dit qu'il avait quitté Posen vers midi (bien avant le discours de Himmler) pour rejoindre le quartier-général de Hitler à Rastenburg.
Mais, dans ses mémoires, publiés avant l'article de Goldhagen, Speer se souvenait que dans la soirée après la conférence, de nombreux dirigeants nazis étaient tellement ivres qu'il avait fallu les aider à monter dans le train spécial devant les emmener à une réunion avec Hitler. L'un de ses biographes, Dan van der Vat, suggère que cela implique nécessairement qu'il était resté à Posen (Poznań) et qu'il avait donc entendu le discours de Himmler. En réponse à l'article de Goldhagen, Speer avança qu'en écrivant son livre, il avait rapporté cet incident, le datant de 1943, alors qu'il avait eu lieu au congrès des Gauleiter de Posen en août 1944.
Le 11 mai 2005, le Daily Telegraph rapporta que des documents avaient été découverts montrant que Speer avait approuvé la fourniture de matériaux de construction pour l'agrandissement d'Auschwitz après que deux de ses assistants eurent visité le camp, un jour où près d'un millier de Juifs avaient été assassinés. Les documents portaient des annotations manuscrites attribuées à Speer. Sa biographe Gitta Sereny avance que, du fait de sa charge de travail, Speer n'était pas personnellement au courant de telles activités.
Le 13 mars 2007, The Guardian remet en cause l'image du bon nazi qu'a voulu se forger Albert Speer. Le journal divulgue une lettre écrite en 1971 par Speer à Hélène Jeanty, la veuve d'un chef de la résistance belge, devenue une amie de Speer, dans laquelle, en réponse à l'envoi par Hélène Jeanty de son livre La Peine de Vivre (1952), il admet avoir participé à la conférence de Posen et confirme y avoir entendu Himmler, chef de la SS et de la police, développer le concept de Solution finale. Il confirme ainsi les accusations de Goldhagen en 1971, qu'il avait publiquement dénoncées. Dans ses entretiens (qui commencent en 1977) avec Gitta Sereny, il maintient néanmoins ne pas avoir été au courant de la solution finale. Le « combat avec la vérité » d'Albert Speer est surtout un combat (gagné jusqu'à sa mort) pour imposer sa vérité dans les médias.
Le débat sur la connaissance ou la complicité de Speer dans la Shoah en a fait un symbole pour ceux qui furent impliqués dans le régime nazi, mais n'ont pas pris (ou affirmèrent ne pas avoir pris) part activement aux atrocités du régime. Comme le réalisateur Heinrich Breloer l'a remarqué : « [Speer a offert] une opportunité à ceux qui ont pu dire : “Croyez-moi, je ne savais rien de la Shoah. Regardez l'ami du Führer, il n'en savait rien non plus” ».
En 2022, le centre de documentation berlinois Topographie de la terreur a consacré une exposition à l'impact des livres de Speer en République fédérale d'Allemagne : « Albert Speer en République fédérale d'Allemagne. faire face au passé allemand », qui prouve grâce à des travaux historiques récents la connaissance par Speer des persécutions nazies et de la Shoah, montre le travail éditorial de Siedler pour « polir » et promouvoir les ouvrages de Speer, et reprend les conclusions de Breloer.

« Après avoir obtenu sa liberté, il a présenté avec succès sa légende au public. Il a affirmé qu'il n'était pas au courant des crimes nazis et, séduit par l'aura d'Hitler, s'était impliqué dans la guerre sans faute de sa part.
L'objectif de cette exposition du Centre de documentation est de savoir pourquoi la légende de Speer a trouvé une si grande résonance au sein de la République fédérale d'Allemagne pendant tant de décennies - même après que nombre de ses histoires aient été longtemps réfutées par la recherche historique. »

## Publications
- Au cœur du Troisième Reich, Paris, Fayard, coll. « Pluriel », 11 avril 2011 (ISBN 9782818500316, présentation en ligne).

(Édition anglaise : (en) Inside the Third Reich (trad. de l'allemand par Richard et Clara Winston), New York - Toronto, Macmillan, 15 octobre 1970 (ISBN 9780297000150, LCCN 70119132).  Réimpression papier en 1997 par Simon & Schuster,  (ISBN 9780684829494)
(Édition allemande originale: (de) Erinnerungen [Reminiscences], Berlin - Frankfurt am Main, Propyläen/Ullstein Verlag, 1969 (ISBN 9783548030265, OCLC 639475))
- (en) Spandau: The Secret Diaries (trad. Richard et Clara Winston), New York - Toronto, Macmillan, 1er février 1976 (ISBN 9780026128100).

(Édition allemande originale: (de) Spandauer Tagebücher [Spandau Diaries], Berlin - Frankfurt am Main, Propyläen/Ullstein Verlag, septembre 1975 (ISBN 9783549173169, OCLC 185306869))
- (en) Infiltration: How Heinrich Himmler Schemed to Build an SS Industrial Empire, Macmillan, 1er juillet 1981 (ISBN 9780026128001).

(Édition allemande originale: (de) Der Sklavenstaat : meine Auseinandersetzungen mit der SS [The Slave State: My Battles with the SS], Deutsche Verlags-Anstalt, 1981 (ISBN 9783421060594, OCLC 7610230))
- (de) Karl Arndt, Georg F. Koch, Lars O. Larsson et Albert Speer (illustrations et préface), Albert Speer - Architektur : Arbeiten 1933-1942, Propyläen Verlag, 1995 (1re éd. 1978), 184 p. (ISBN 978-3549054468).
- (de) « Die Bürde werde ich nicht mehr los, SPIEGEL-Gespräch mit Albert Speer über Adolf Hitler und das Dritte Reich », Der Spiegel, no 46,‎ 7 novembre 1966, p. 48-62 (lire en ligne, consulté le 30 mars 2014).

## Dans les représentations

### Audiovisuelles
- 1955 : La Fin d'Hitler, film de Georg Wilhelm Pabst, joué par Erland Erlandsen (de).
- 2004 : La Chute, film d'Oliver Hirschbiegel, joué par Heino Ferch.
- 2005: Speer et Hitler, L'architecte du diable, docu-fiction de Heinrich Breloer, joué par Sebastian Koch[197],[198].
- 2007 : Mon Führer : la Vraie Véritable Histoire d'Adolf Hitler, film de Dani Levy, joué par Stefan Kurt.

### Littéraires
- Jean-Noël Orengo, Vous êtes l’amour malheureux du Führer, Grasset, 2024, 272 p. (ISBN 978-2246831372)

### Théâtrales
- 2015 : Speer Architettura e-é Potere, monologue théâtral du collectif Gli Eredi[199], joué par Ettore Nicoletti (it)[200]. et mis en scène par Benoît Félix-Lombard. Écrit par Kristian Fabbri[201] (architecte), le texte a reçu le prix Premio autori italiani – 2015 Premio Fondazione Teatro Carlo Terron – Sezione Monologhi[202].